# الولع بالبراز

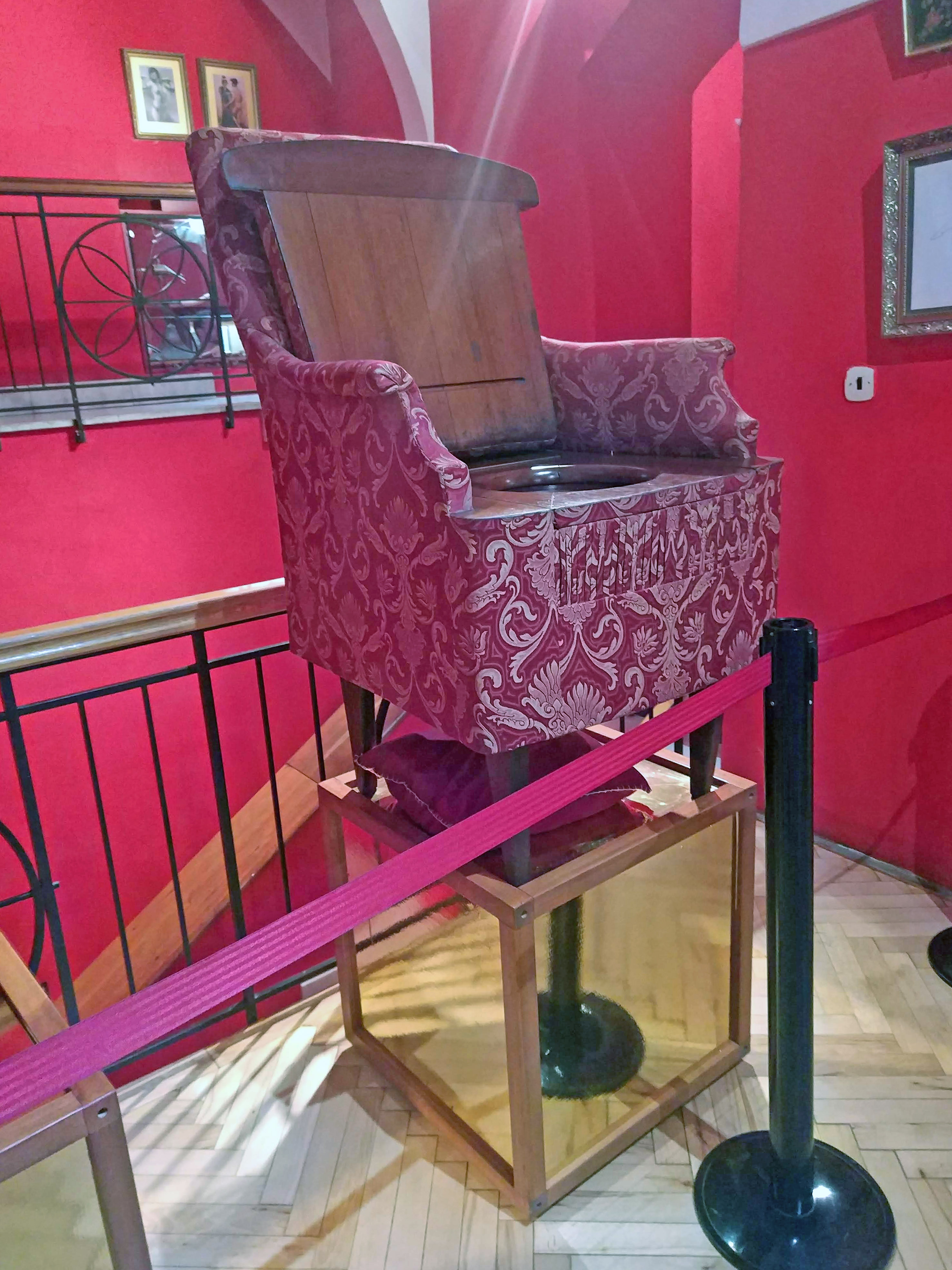

الولع بالبراز، علمياً تسمى كوبروفيليا (بالإنجليزية: Coprophilia)‏، وهي مأخوذة من الكلمة الإغريقيةالمكونة من شقين: κόπρος، kópros- وتعني البراز و φιλία، philía وتعني هوس أو ولع، وهو المصطلح المستخدم عادة لدى الباحثين وعلماء النفس. وهو نوع من أنواع الشذوذ الجنسي والتي يعتمد على الاستمتاع بمشاهدة تبرز أو براز الشريك أو الطلب منه التبرز على الجسد أو على الوجه أو الفم، أو على القضيب من طرف الانثى أو التبرز على المهبل من طرف الرجل أثناء الجنس الشرجي أو اثناء ممارسة العادة السرية.
يعتبره بعض الباحثين كنوع من أنواع الإذلال والسادية، أو بسبب حب أو هوس الشريك أو كلاهما لرائحة البراز أو طعمه. وهذا النوع من الجنس موجود عند الرجال والنساء وعند المثليين وغير المثليين على حد سواء. يوجد ارتباط وتقاطع في بعض الاحيان في ممارسات تلك العادة مع ممارسات السادية
كذلك يسمى SCAT (بالعربية: سكات)، وهي ماخوذة أيضا من الكلمة الإغريقية σκατά ، skatá وتعني البراز وهي الكلمة الرائجة والمستخدمة بين المهتمين والمهووسين بهذا النوع من الجنس.
و في مواقع التواصل الاجتماعي العربية درج اصطلاحاً تسميتها بـ سكات، ديرتي، بوبينغ، (مأخوذة من اسمائها بالإنجليزية في مواقع الانترنت Scat Sex / Shitting / Poop Sex / Dirty.

## الانتشار
لا توجد إحصائيات ثابتة عن أماكن انتشار هذا النوع من الممارسة، ولكن بعض الدوريات العلمية الألمانية تشير إلى انتشار هذا النوع من الجنس في أوروبا الغربية وفي البرازيل وعند ممارسي جنس العبودية (Slave Sex)، ويزداد انتشاراً في اليابان وكوريا وتايلاند والبرازيل.

## الإنترنت
توجد الكثير من المواقع والمنتديات الإلكترونية التي تدعم هذا النوع من الجنس، وهي ألمانية ويابانية وكندية في غالبيتها، كذلك يوجد بعض القنوات الفضائية التي تبث أفلام التبرز والتبول في برامجها المدفوعة الأجر (PAID PER WATCH).
في ٢٠١٤، منعت بريطانيا إنتاج مواد إباحية تحتوى على البراز أو الولع به، ما اثار بعض الغضب والمظاهرات كردة فعل.
تم الإبلاغ عن مثال من هذا النوع في دبي، الإمارات العربية المتحدة، حيث انغمس الرجال العرب الأغنياء في التخيلات الجنسية حيث يدفعون النساء لممارسة الجنس معهم، والكلاب، والسماح لهم بعمل أعمال مشينة عليهم أثناء وجودهم. ظهر النشاط في مايو 2022، عندما انتشر مقطع فيديو على TikTok بشكل كبير يظهر أدلة على الادعاءات المشار إليها أيضًا باسم Dubai Porta Potty. ومع ذلك، فإن أول دليل معروف على الحادث يعود إلى ديسمبر 2018، عندما أفاد كاتب عالمي بخصوص معلومات مشينة على المؤثرين والموديلات في دبي من أجل المال.